# Бабак, Демид Иванович
Деми́д Ива́нович Баба́к (1911 год — 1 ноября 1943 года) — советский офицер, участник Великой Отечественной войны, командир роты 924-го стрелкового полка 252-й стрелковой Харьковской Краснознаменной дивизии 53-й армии Степного фронта, Герой Советского Союза (17.05.1944, посмертно), лейтенант.

## Биография
Родился в 1911 году в селе Савинцы ныне Оржицкого района Полтавской области Украины в семье крестьянина. Украинец. Член ВЛКСМ с 1932 года. Окончил Савинскую начальную школу. Работал в колхозе.
В 1934 году призван в ряды Красной Армии. В 1936 году демобилизовался. Вторично призван в 1941 году. В 1942 году окончил Ульяновское отделение курсов «Выстрел». В боях Великой Отечественной войны с августа 1943 года. Воевал на Степном фронте.
Стрелковая рота лейтенанта Д. И. Бабака прошла нелёгкий ратный путь от Волги до Днепра. В ожесточённых боях за Харьков и Приднепровье Д. И. Бабак проявил себя умелым командиром, храбрым воином.
В ночь на 1 октября 1943 года 924-й стрелковый полк форсировал Днепр. Рота под командованием лейтенанта Д. И. Бабака получила задачу преодолеть водный рубеж южнее Кременчуга и занять плацдарм на правом берегу. Успешно переправившись через реку, бойцы подразделения не только выдержали яростный натиск превосходящих сил врага, но и потеснили его.
Вскоре на отвоеванной у противника узкой полоске земли были уже и другие подразделения прославленной дивизии. Во время боя Д. И. Бабак несколько раз ложился за станковый пулемёт и отражал контратаки гитлеровцев, стремившихся прижать смельчаков к воде и уничтожить их.
1 ноября 1943 года Демид Иванович Бабак погиб в бою.
Указом Президиума Верховного Совета СССР от 17 мая 1944 года за мужество и героизм, проявленные при форсировании Днепра и удержании плацдарма на его правом берегу лейтенанту Демиду Ивановичу Бабаку посмертно присвоено звание Героя Советского Союза.

## Награды
- Медаль «Золотая Звезда» Героя Советского Союза
- Орден Ленина

## Память

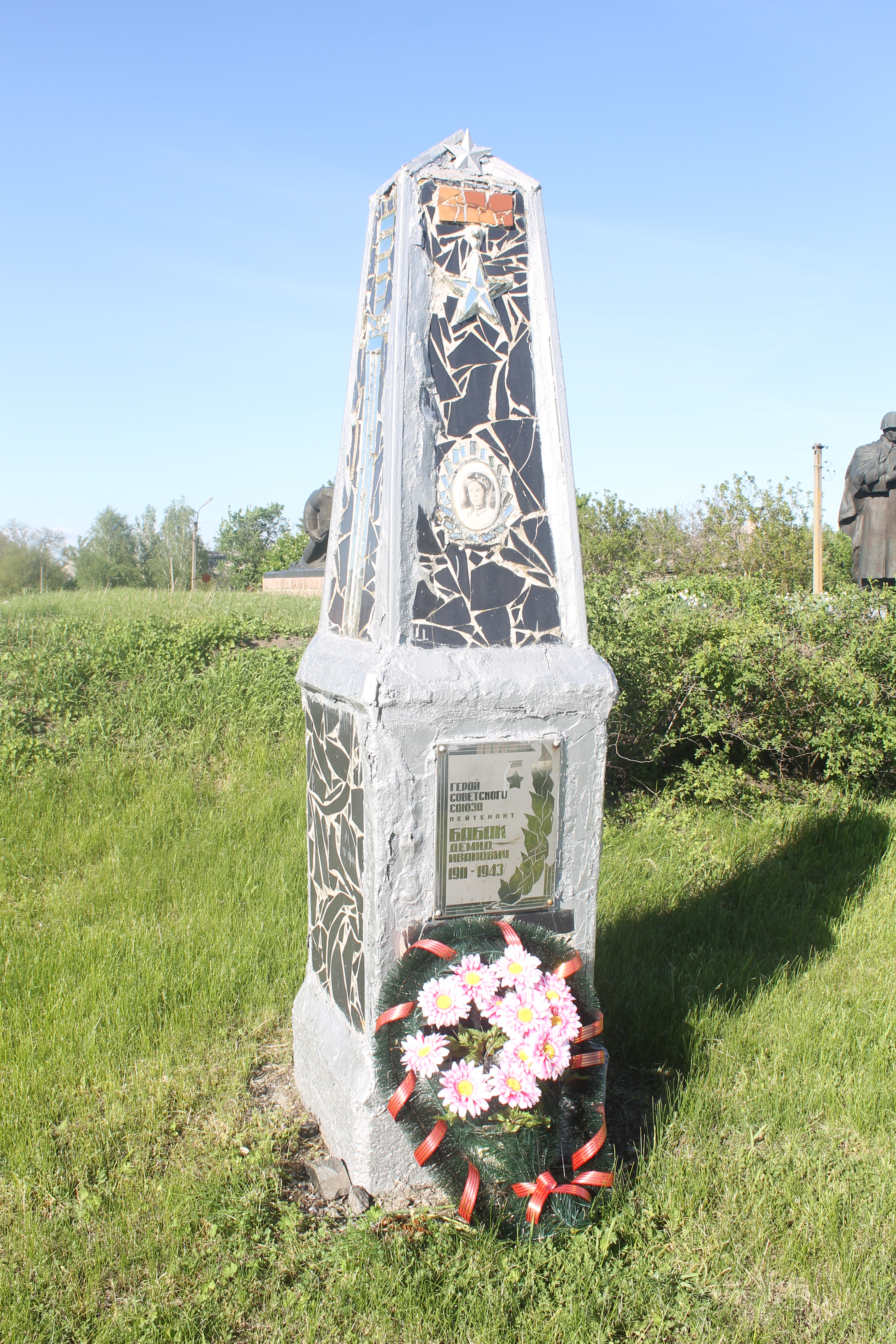

- Похоронен на юго-восточной окраине села Млынок Кировоградской области.
- Именем Героя названа восьмилетняя школа в родном селе.